# چاندا گون
چاندا گون (انگلیسی: Chanda Gunn؛ زادهٔ ۲۷ ژانویهٔ ۱۹۸۰) بازیکن هاکی روی یخ اهل ایالات متحده آمریکا است.